# Milena Lah
Milena Lah (Sveti Križ kraj Ajdovščine, 23. svibnja 1920. – Zagreb, 15. lipnja 2003.) bila je slovensko-hrvatska kiparica.
Gimnaziju je pohađala u Mariboru i Zagrebu. Diplomirala je 1949. kiparstvo na Akademiji likovnih umjetnosti u Zagrebu, u klasi profesora Vanje Radauša. Od 1949. do 1950. godine bila je suradnica Radauševe majstorske radionice. Prvu samostalnu izložbu imala je 1954. u Salonu ULUH-a u Zagrebu gdje je izložila 26 skulptura.
Izlagala je na gotovo 50 samostalnih i više od 240 skupnih izložbi te sudjelovala na 20-ak kiparskih simpozija diljem svijeta. 
Dobitnica je brojnih nagrada među kojima su najvrjednije nagrada HDLU 1991. i nagrada „Vladimir Nazor” za životno djelo 1996. 

## Najpoznatiji radovi
Skulptura Tri galeba – Galebovi lete (1970.) u Parku skulptura Dubrova u Labinu.
Skulptura Galebovo krilo (1973.) u Parku skulptura, Sisak.
Skulptura Stepenice (1980./1981.), koja se nalazi na jugoistočnoj obali petog maksimirskog jezera u Zagrebu.
Skulptura Ruka prijateljstva – pozdrav (1987.), koja je postavljena u sjećanje na Univerzijadu u Zagrebu 1987. i koja se nalazi na križanju Ulice kneza Branimira i Ulice Augusta Harambašića.